# Mortal Kombat II
Mortal Kombat II (gọi tắt là MKII) là một trò chơi đối kháng phát hành năm 1993 trong loạt trò chơi nổi tiếng Mortal Kombat. Được phát triển bởi Midway, đây là trò chơi thứ hai của loạt đối kháng này.
Năm 1993 là một năm xuất hiện thể loại trò chơi điện tử được phép ký kết luật bản quyền trí tuệ công ước Berne nên phần hai của bộ trò chơi điện tử này mau chóng được biết đến với dân chơi như một niềm tự hào đánh đổ hàng loạt những trò chơi năm đó rơi vào tình trạng lao đao. Quyền lực của Cuộc Chiến Sinh tử bắt đầu từ đây khi hãng khai sinh trò chơi đưa người thật thành công trên nền trò chơi điện tử đã thu hút được một khối lượng người đánh giá là một trò chơi quá hay khá nhiều, với năm đó mặc dù chúng ta chỉ thấy hai hệ máy Sega Genesis và Nintedo bành trướng thị trường với hàng loạt những tựa trò chơi ví như Wersling Mania Acade, The Pushine, Alien, Contra: Hard Code và nổi tiếng nhất là chú nấm lùn Mario lừng danh của Nintedo đến bây giờ chơi lại vẫn thấy đỉnh. Năm đó hai tác giả bắt đầu ngay vào việc viết tiếp cốt truyện cho bộ trò chơi này, với nhiều cảnh máu chảy đầu rơi từ những trò kết liễu trong trò chơi trông buồn cười này lại làm nên kỳ tích về những gì sau đấy họ nhận lại được. " Đó là sự mở đầu cho một trò chơi có tiếng vang ", toàn bộ phần hai này đã thay thế cho những lát giấy bồi bằng những hình ảnh chấp nhận được mà hồi đó các nhà làm trò chơi đã phải vắt công suy nghĩ làm sao cho cải thiện được cái nhìn của trò chơi bằng một con mắt khác. Với 12 nhân vật và những nhân vật khác ngoài quá trình chơi được thiết kế thông qua những cử động của người thật, trò chơi điện tử lần này làm như phim khiến ngay cả những người chơi qua bộ đầu của trò chơi phải giật mình vì sự tương phản quá rõ rệt. Bây giờ kể lại chúng ta vẫn cần phải lưu ý đến hệ máy Play Station 2 đã thể hiện quá xuất sắc phần này như thế nào … Nói không phải khen phần hai của bộ trò chơi này có một bước nhảy vọt như thế nào so với phần đầu tiên với lối chơi đơn giản đó là chiến đấu và đánh thắng đối phương và kết liễu họ bằng những chiêu Fatality mới, những tuyệt kỹ đánh ra lửa của nhân vật Scorpion và thét ra băng giá của Sub-Zero càng làm sự phấn khích của người chơi trong việc cảm thấy sự hài lòng của mình được đền đáp xứng đáng hơn. Hiện nay với bộ làm lại từ phần hai tên Shaolin Monk đã được nhìn nhận và đến với công chúng một cách tốt đẹp thông qua những lối chơi trên 3D của một trò chơi đối kháng đi cảnh xuất hiện từ thập niên trước được biên lại khá tốt như thế nào.

## Giới thiệu về trò chơi
==Nội dung chính==Mortal Kombat 2